# Frigate Bay
Frigate Bay är en vik i Saint Kitts och Nevis. Den ligger i parishen Saint George Basseterre, i den sydöstra delen av landet, 4 km öster om huvudstaden Basseterre. Vid viken ligger Frigate Beach.